# Roeseliana
Roeseliana — род насекомых из семейства Настоящие кузнечики отряда прямокрылых. Виды этого рода в разное время относились к родам Metrioptera и Bicolorana, пока род Roeseliana не был восстановлен в 2011 году.

## Виды
Род включает следующие виды
- Roeseliana ambitiosa (Uvarov, 1924)
- Roeseliana azami (Finot, 1892)
- Roeseliana bispina (Bolívar, 1899)
- Roeseliana brunneri Ramme, 1951
- Roeseliana fedtschenkoi (Saussure, 1874)
- Roeseliana oporina (Bolívar, 1887)
- Roeseliana pylnovi (Uvarov, 1924)
- Скачок Резеля (Roeseliana roeselii) (Hagenbach, 1822) typus